# Mallochiola gagates
Mallochiola gagates är en insektsart som först beskrevs av Mcatee och Malloch 1924.  Mallochiola gagates ingår i släktet Mallochiola och familjen blåsskinnbaggar. Inga underarter finns listade i Catalogue of Life.